# Kaplicówka

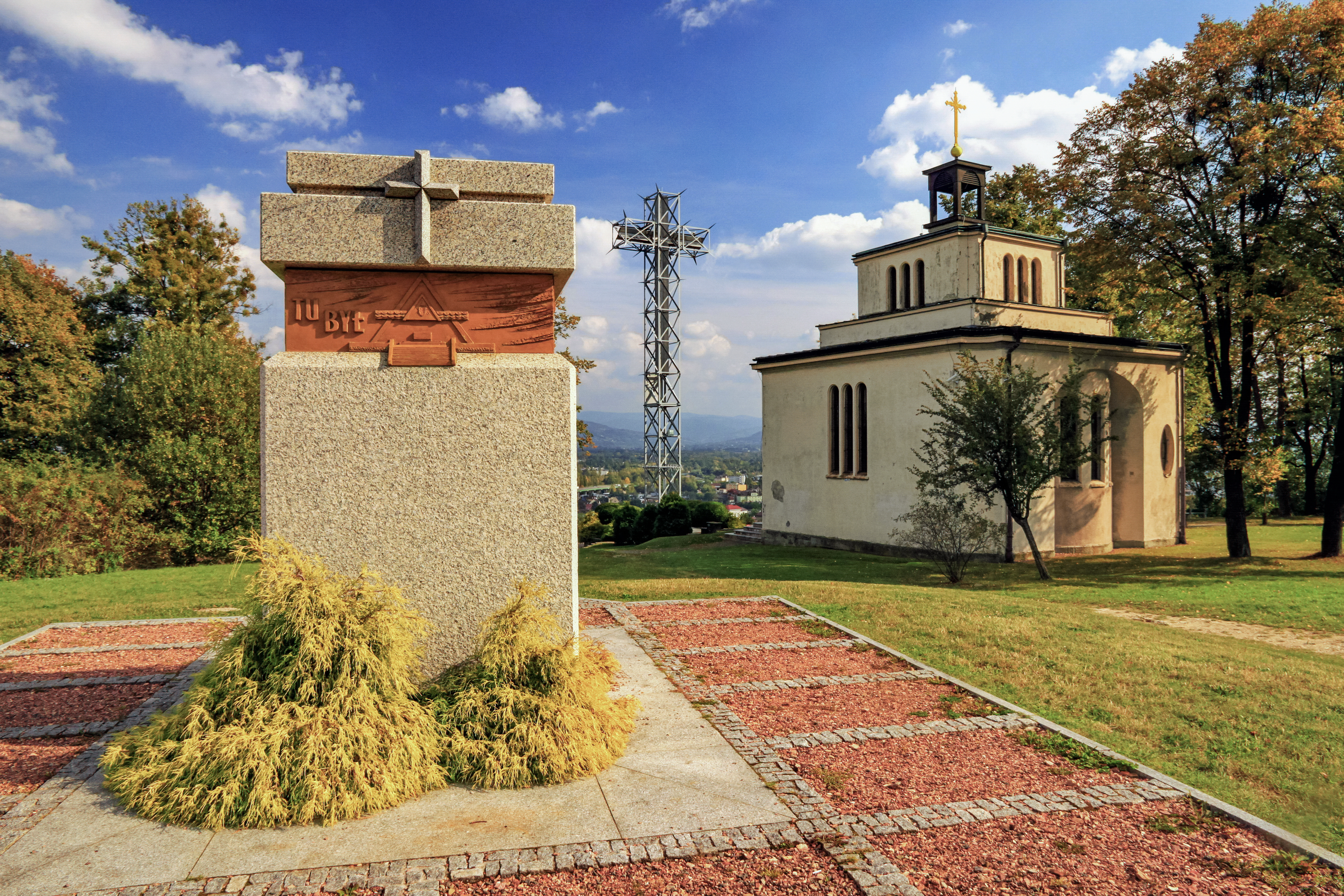
Wzgórze Kaplicówka

Kaplicówka (ok. 355 m n.p.m.) – wzgórze zaliczane do Pogórza Cieszyńskiego, leżące w granicach Skoczowa w woj. śląskim i dominujące od pn.-zach. nad centrum tego miasta. Właściwie nie jest samodzielnym wzgórzem, a jedynie garbem w krótkim, szerokim, idącym ku wschodowi ramieniu Górki Wilamowickiej (388 m n.p.m.), której wierzchołek leży niespełna 600 m dalej na zachód. Stoki wschodnie owego ramienia opadają łagodnie ku dolinie Wisły.

## Historia
Już w początkach XIX w. na szczycie Kaplicówki wybudowana została kapliczka, która po wielu przebudowach istnieje do dzisiaj pw. św. Jana Sarkandra (p. niżej). W związku z rozległym widokiem, rozciągającym się ze wzgórza, w 1886 r. wybudowano na nim altanę widokową, którą w tym samym roku odwiedził cesarz Franciszek Józef I (p. niżej). Pod koniec XIX w. u północnych podnóży Kaplicówki powstała cegielnia parowa Juliusza Strizkiego; była ona prowadzona przez rodzinę Strizkich do II wojny światowej. Pamiątką po niej jest biegnąca tam, dolinką drobnego cieku wodnego, ulica Ceglana.
W 1904 na południowym stoku Kaplicówki, powyżej kościoła ewangelickiego, zbudowano stację dla miejskiej sieci wodociągowej, ze zbiornikami o pojemności 300 m³ i systemem nowoczesnych filtrów. W pierwszej połowie l. 90. XX w. stacja ta została rozbudowana do pojemności 4 tys. m³ (ówczesna dobowa rezerwa dla gminy) oraz wyposażone w automatyczną pompownię sieciową dla tzw. II strefy zasilania (odbiorcy położeni powyżej poziomicy 330 m n.p.m.).
Do końca lat 60. XX w. stoki Kaplicówki były użytkowane rolniczo, jako pola uprawne, pastwiska bądź łąki kośne. Latem i jesienią dzieci puszczały na łąkach latawce, a młodzież urządzała ogniska. Zimą były one terenem, na którym jeżdżono na sankach, a od lat 30. XX w. również na nartach (p. niżej). Obecnie dolna część tych stoków jest zabudowana, górna bez zabudowy, częściowo zagospodarowana w formie parku miejskiego; jej osią są szerokie schody prowadzące na szczyt do kaplicy pw. św. Jana Sarkandra.

## Kaplica pw. św. Jana Sarkandra
Na wzgórzu znajduje się kaplica pw. św. Jana Sarkandra, należąca do skoczowskiej parafii św. Apostołów Piotra i Pawła. Pierwsza kaplica, istniejąca w tym miejscu już przed 1825 r., była poświęcona Chrystusowi Boleściwemu. Druga, fundacji księdza Jana Michałka, została poświęcona w 1871 r. beatyfikowanemu 11 lat wcześniej Janowi Sarkandrowi. W 1873 r. zawieszono w niej dzwon „Sarkander”. Kolejną kaplicę wzniesiono w 1923 r. staraniem skoczowskiego proboszcza ks. Jana Ew. Mocko. Jednonawowa, nakryta dwuspadowym dachem z naczółkiem od frontu i wydatną sygnaturką na kalenicy, posiadała półkoliście zamkniętą wnękę ołtarzową, której szkielet stanowiły mury najstarszej kapliczki jeszcze z XIX w.
Po tym jak papież Pius XI rozszerzył 16 marca 1932 r. kult bł. Jana Sarkandra na teren całej Polski, w 1934 r. staraniem proboszcza Mocko (pełniącego również funkcję burmistrza miasta) została zbudowana obecna kaplica. Plany budowli wykonał cieszyński architekt Alfred Wiedermann (1890–1971), a prace budowlane prowadziła firma braci Stritzkich ze Skoczowa. Poświęcenie kaplicy miało miejsce 27 maja 1934 r. Dokonał go ks. infułat Wilhelm Kasperlik. Wnętrze kaplicy zdobi stylowy ołtarz z wykonaną ze sztucznego marmuru figurą św. Jana Sarkandra, wzorowaną na rzeźbie z katedry ołomunieckiej.
Modernistyczny styl budowli nie wszystkim przypadł do gustu. Skoczowski malarz Hans Konheisner, autor m.in. nagradzanego obrazu pt. Widok na Skoczów o poranku (1943), malowanego właśnie ze stoków Kaplicówki, pisał w swych wspomnieniach: "Jeśli ktoś jeszcze pamięta starą, małą kapliczkę poświęconą miejscowemu świętemu Janowi Sarkandrowi wie, że pasowała ona bardzo do otaczającego ją krajobrazu. (...) Na miejscu starej kapliczki wybudowano większą, z płaskim dachem, podobną do kawowego młynka. Stary, romantyczny klimat przeszedł do historii (...)"
Kaplicę, uszkodzoną w końcowej fazie działań wojennych (1945), odrestaurowano. W 1985 r. stanął przed nią tzw. Krzyż Papieski – stalowy, ażurowy krzyż, wykonany na II Pielgrzymkę Ojca Św. do Polski, przy którym Jan Paweł II odprawił mszę św. na katowickim lotnisku na Muchowcu. W 1995 r. papież pod tym samym krzyżem odprawił w Skoczowie mszę dziękczynną za przyjęcie Jana Sarkandra w poczet świętych. Fakt ten upamiętnia dziś obelisk z okolicznościowym napisem.

## Altana widokowa na Kaplicówce
Wiosną 1886 r. w związku z planowaną wizytą cesarza Franciszka Józefa I w Skoczowie na Kaplicówce wybudowano altanę widokową. Jej delikatna, ażurowa konstrukcja na planie ośmioboku, nakryta lekkim daszkiem, zapewniała widoki we wszystkich kierunkach. 29 czerwca tegoż roku cesarz, który po inspekcji lasów w Wiśle i Istebnej przybył do Skoczowa, udał się na Kaplicówkę, by podziwiać stamtąd panoramę Beskidów. Cesarska altana istniała do lat 20. XX wieku, kiedy to – niekonserwowana – zniszczała.
W dniu 29 czerwca 2014 r. na Kaplicówce stanęła nowa altana, wzorowana na tej z XIX w. Miała ona uświetnić przygotowywane na 2016 r. obchody 120. rocznicy pobytu cesarza w Skoczowie. Podczas prac natrafiono na fundamenty pierwotnej budowli. Altana stała na Kaplicówce jedynie kilka miesięcy. Wzniesiona została bowiem w miejscu objętym strefą konserwatorską i wojewódzki konserwator zabytków wskazał, że drewniana konstrukcja "wpływa ujemnie na walory zabytkowej przestrzeni urbanistycznej oraz prawidłową ekspozycję zabytkowej kaplicy". Na mocy decyzji konserwatora zabytków altana została rozebrana i trafiła na teren Miejskiego Zarządu Dróg w Skoczowie.

## Skocznia narciarska na Kaplicówce
W 1933 r. przy Kole PTT w Skoczowie powstała sekcja narciarska, licząca ok. 50 członków. Jej kierownikiem został Antoni Michalski. Sekcja od początku, obok propagowania turystyki narciarskiej, postanowiła rozwijać również działalność sportową. Została zarejestrowana pod nr 165 w wykazie PZN jako SN PTT Skoczów. W tym samym jeszcze roku 1933 z inicjatywy sekcji na stoku Kaplicówki rozpoczęto budowę skoczni narciarskiej, która została oficjalnie otwarta 11 lutego 1934 r. Jej rozbieg, próg i pierwsza część zeskoku wzniesione zostały z drewna.  26 grudnia 1934 r. z okazji otwarcia skoczni sekcja zorganizowała na niej otwarty konkurs skoków, a w styczniu następnego roku konkurs skoków do kombinacji norweskiej. Imprezy te odbywały się również w następnych latach.

## Turystyka
Przez wzgórze przebiegają miejskie szlaki spacerowe: znakowany niebiesko  Szlak Skoczowskich Zabytków oraz znakowany żółto  Szlak Sarkandrowski, a także  żółta trasa rowerowa nr 11, biegnąca z centrum miasta przez Dębowiec do Cieszyna.
Ze wzgórza interesujące widoki na zabudowę Skoczowa oraz pasma Beskidu Śląskiego od grupy Szyndzielni i Klimczoka przez pasmo Błatniej, Pasmo Równicy po masyw Czantorii.